# Horn Lake
Horn Lake ist eine Stadt im DeSoto County im US-Bundesstaat Mississippi, etwa 300 Kilometer nördlich der Hauptstadt Jackson. Das U.S. Census Bureau hat bei der Volkszählung 2020 eine Einwohnerzahl von 26.736 ermittelt.
Die Stadt befindet sich ganz im Norden Mississippis an der Grenze zum Nachbarstaat Tennessee, südlich von Southaven, und gehört zur Metropolregion Memphis.
Bei der Volkszählung 2010 hatte Horn Lake 26.066 Einwohner. Im Jahr 2014 waren es bereits 26.766 Einwohner, davon waren circa 53 % Weiße und etwa 36 % Schwarze. Insgesamt ist in Horn Lake im Zeitraum von 2000 bis 2014 ein Bevölkerungswachstum von 89,8 % zu verzeichnen. Damit war Horn Lake an der Bevölkerung gemessen (Stand 2010) die drittgrößte Stadt im DeSoto County sowie die zehntgrößte in Mississippi. 98 % der Bevölkerung lebt städtisch. Dem United States Census Bureau zufolge umfasst die Stadt Horn Lake eine Fläche von ca. 42,3 km², von denen etwa 41,5 km² Land und 0,8 km² (1,98 %) Wasser sind.
In Horn Lake befindet sich eine Produktionsstätte des GTA MyCar, einem Kleinstwagen der Automarke GTA, in der ab dem 4. Juli 2011 die ersten Wagen produziert werden sollten. Seit 2010 hat die American Contract Bridge League (ACBL), der Bridge-Verband für die Vereinigten Staaten, Kanada, Mexiko und Bermuda, ihren Sitz in Horn Lake. In Horn Lake gibt es außerdem eine im Jahr 2006 für 20 Millionen Dollar neu errichtete High School, eine Middle School, eine Intermediate School und drei Grundschulen.
In Horn Lake befindet sich die Circle G Ranch, die von 1967 bis 1973 von Elvis Presley als Zweitwohnsitz bewohnt wurde und eine Fläche von etwa 62,5 Hektar umfasst.
Seit dem 1. Juli 2013 ist der Republikaner Allen Latimer der fünfte Bürgermeister von Horn Lake.

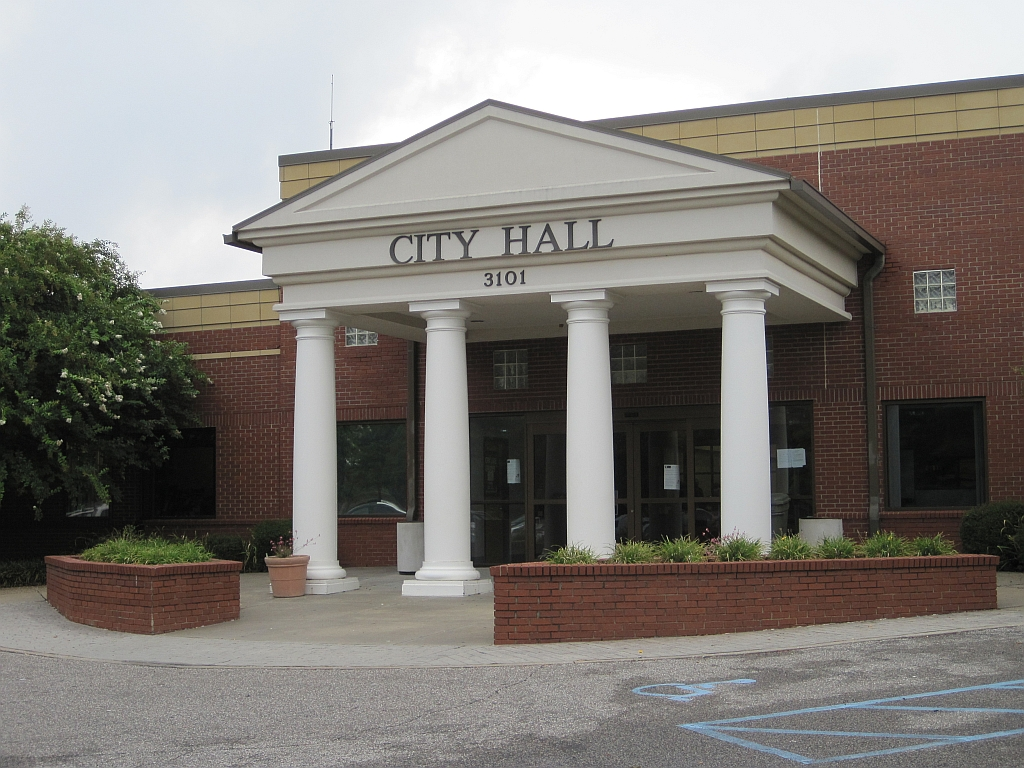
Rathaus
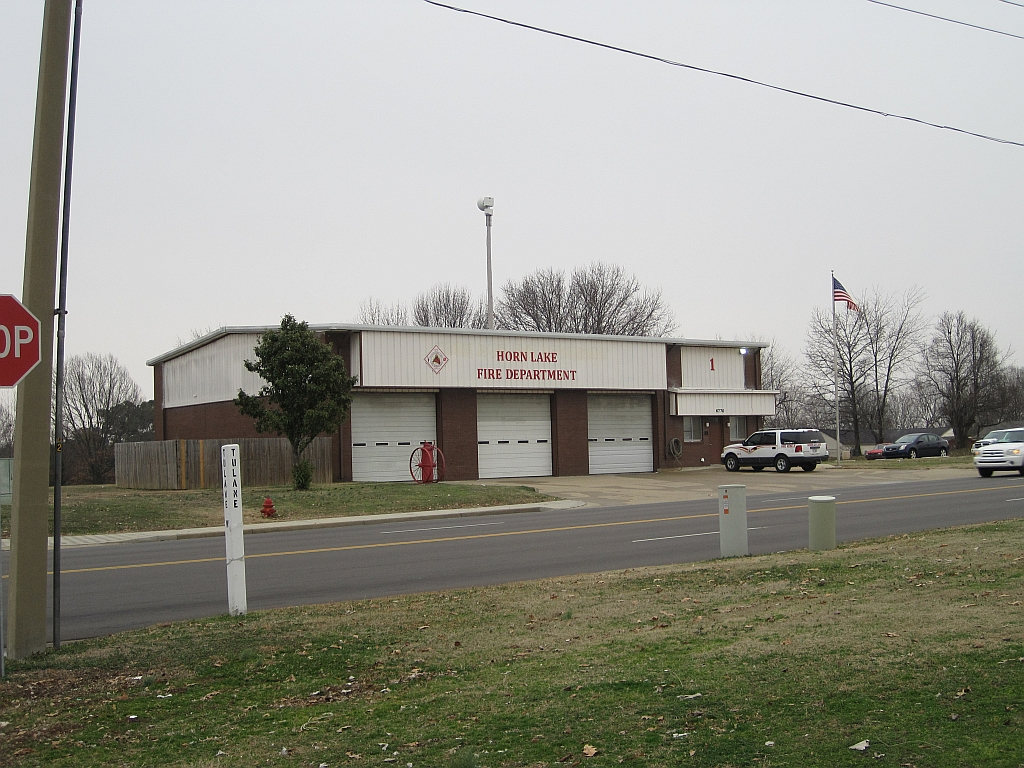
Feuerwache
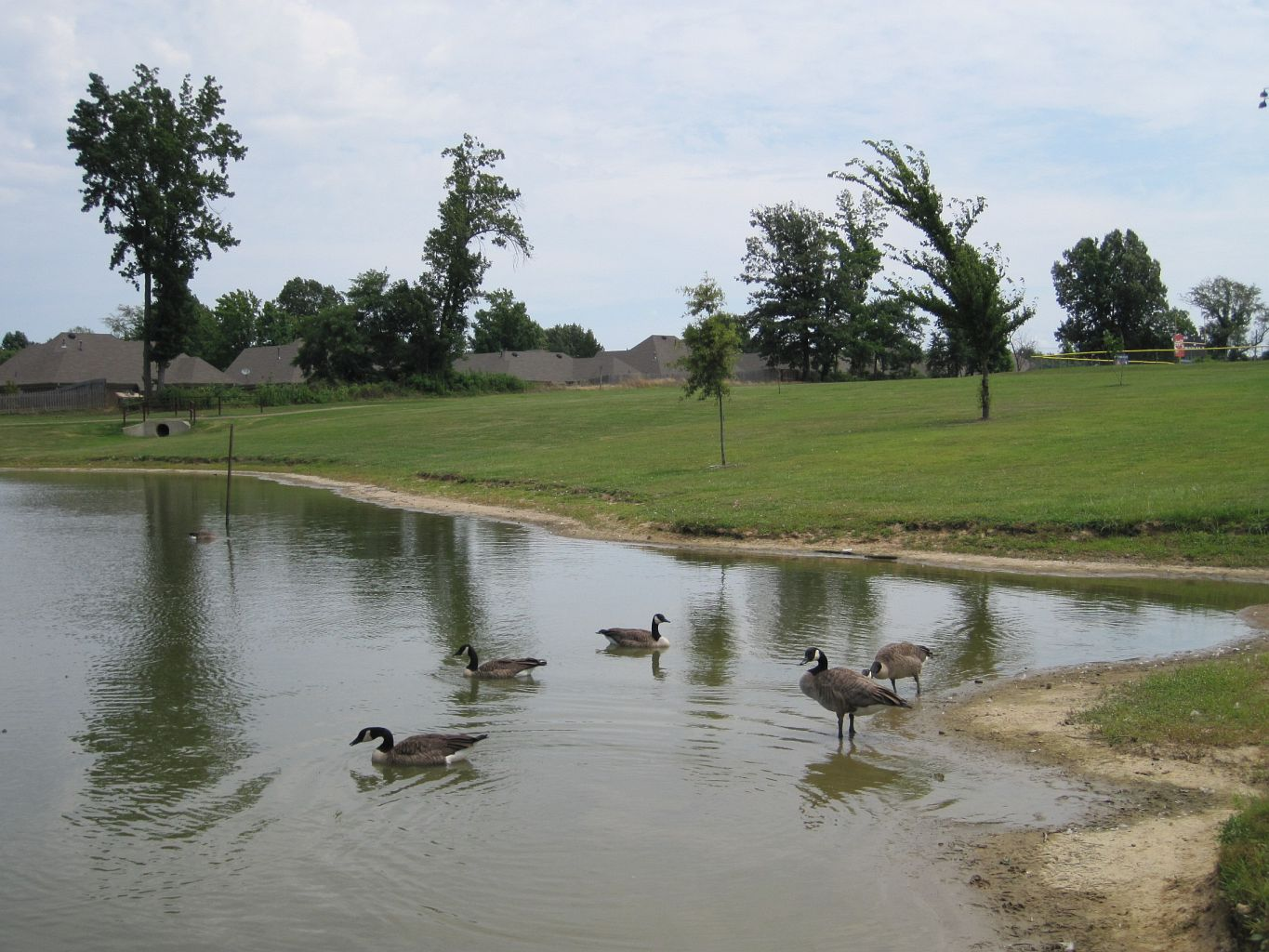
Latimer Lakes Park
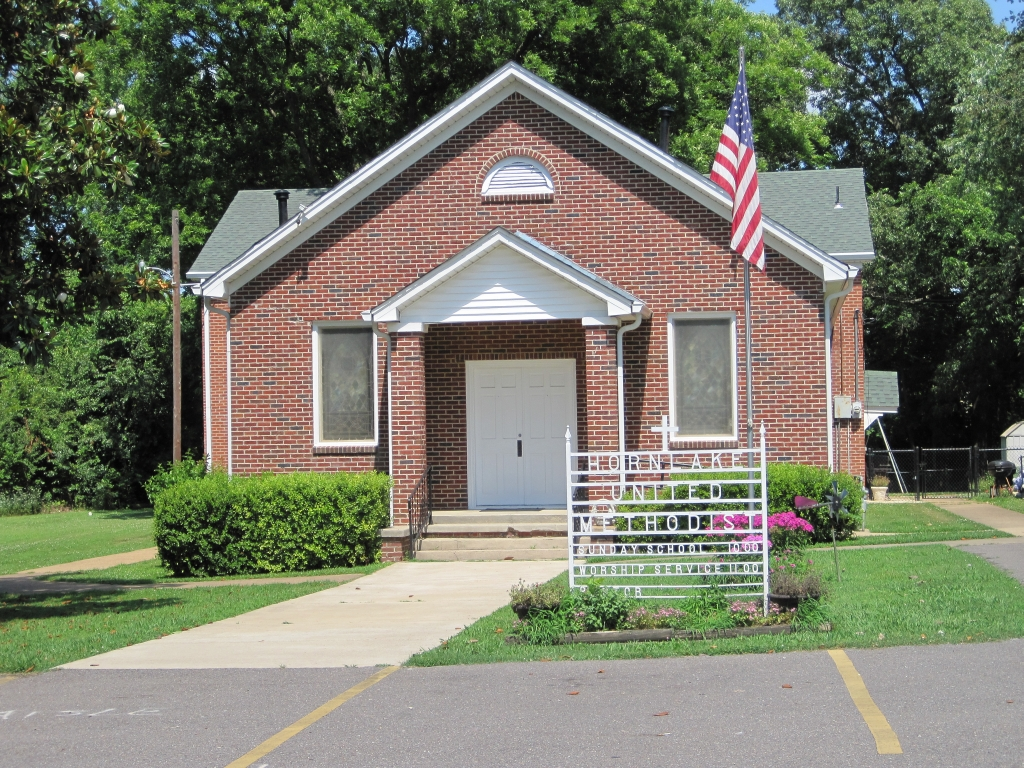
United Methodist Church
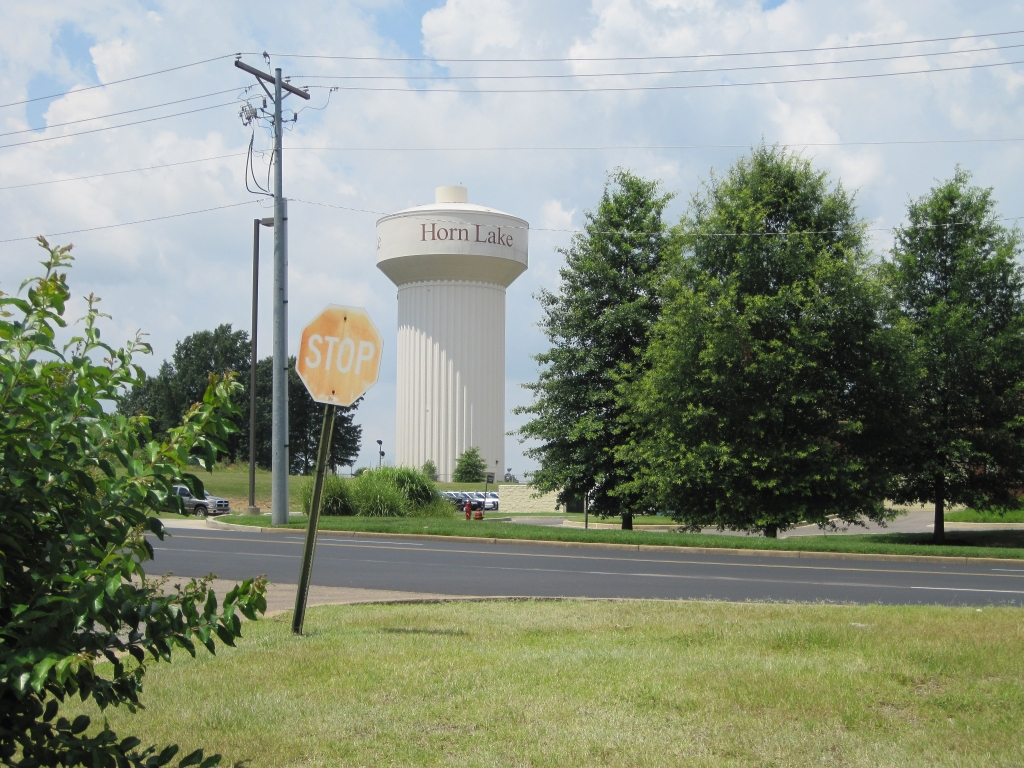
Wasserturm
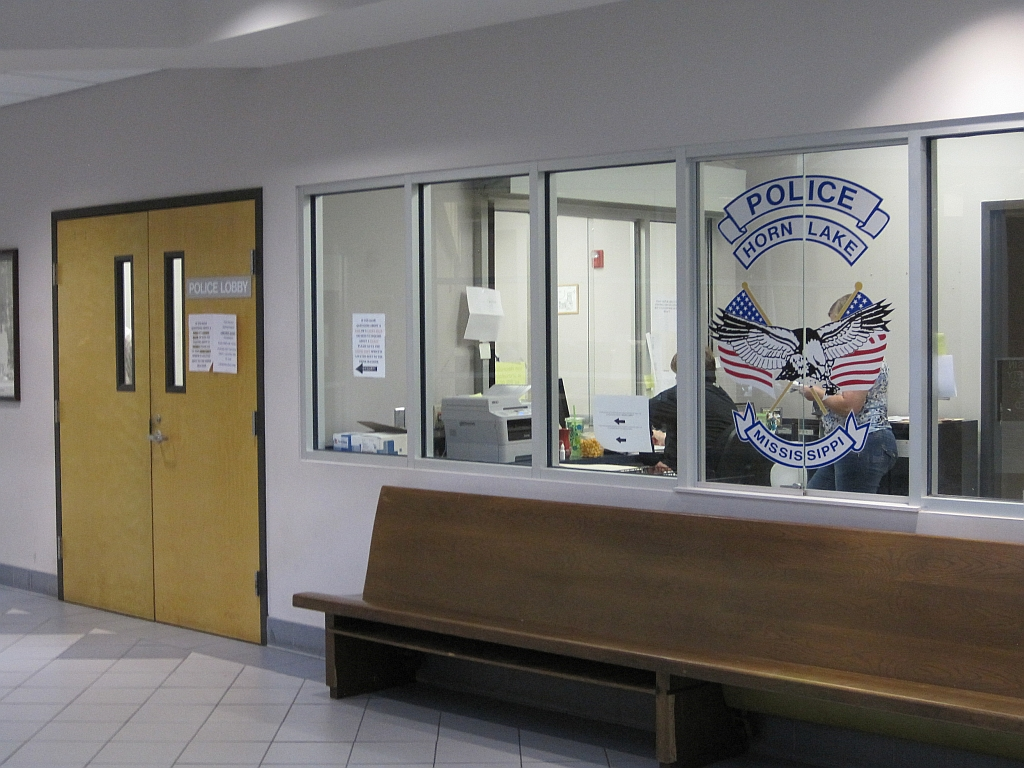
Polizeistation

## Persönlichkeiten
Personen, die in Horn Lake geboren wurden, gestorben sind oder vor Ort gewirkt oder gelebt haben:
- James B. Morgan (1833–1892), Politiker, Mitglied des US-Repräsentantenhauses
- Big Walter Horton (1918–1981), Blues-Musiker und Mundharmonikaspieler
- Gary North, Christian Reconstructionist und Wirtschaftshistoriker[10]
- Brandon Jackson (* 1985), American-Football-Spieler
- Cody Reed (* 1993), Baseballspieler
- Nakobe Dean (* 2000), American-Football-Spieler